# Похвиснев, Аркадий Николаевич
Аркадий Николаевич Похвиснев (1816—1892) — писатель-драматург, театральный и балетный критик, цензор, журналист и общественный деятель, действительный статский советник.

## Биография
Происходил из старинной семьи дворян Орловской губернии. Отец — председатель Владимирской казённой палаты, действительный статский советник Николай Иванович Похвиснев (?—1853). Мать — Мария Михайловна, урождённая Сибилева (1786—9.01.1850, Москва). В семье было ещё три сына: старший — коллежский секретарь Николай (?—1828), старший — тайный советник Михаил (1811 или 1813—1882), младший—артиллерии штабс-капитан, затем титулярный советник Сергей (?—не ранее 1859), и две дочери: младшая Людмила (1822—1894, Ницца), девица, и старшая Прасковья, в замужестве Языкова (?—22.04.1871, Смоленск).
О месте и времени рождения имеются различные данные — «Русский биографический словарь» сообщает, что он «родился в 1816 в имении отца, в Орловской губернии» (то же — Петербургский некрополь и Исторический вестник); биографический словарь «Русские писатели 1800—1917» местом рождения указывает город Жиздра Калужской губернии, а временем — 13 декабря 1816 или 1818. Согласно послужного списка - родился в 1816 году.
Записан в придворное звание пажа 2 ноября 1827 года. Определён и воспитывался в Пажеском корпусе (14.02.1829 - 02.08.1836); произведен в камер-пажи (24.06.1835); выпущен прапорщиком в лейб-гвардии Преображенский полк (02.08.1836); прибыл в полк (05.08.1836). Обучен наукам: Закону Божию и Священной истории; российскому, немецкому и французскому языкам; рисованию; черчению; ситуационным планам; географии; статистике; истории; военному судопроизводству и письмоводству; законоведению; арифметике; алгебре; геометрии; прямолинейной тригонометрии с применением оной к съемке; аналитической геометрии; начальным основам механики, гидравлики, физики, химии; правилам гарнизонной службы; главным правилам тактики и малой войны; артиллерии; полевой и  долговременной фортификации; минному искусству и фронтовой службе.  
При поступлении в Пажеский корпус его отец, в то время коллежский советник, экзекутор Московского почтамта, в том же - 1829, продал недвижимое имение, состоящее Калужской губернии, Жиздринского уезда, деревню Большие Речицы, по 7-й ревизии 14 душ, земли по планам 228 десятин, да в пустоши Малые Речицы лесной дачи 673 десятин, итого 901 десятин. Семья Похвисневых жила в Москве, в собственном деревянном доме, с разными службами, близ Мясницких ворот, против  церкви Николы Чудотворца Дербентского.
Произведён гвардии-подпоручиком (03.04.1838); в отпуску (14.09.1838 - 16.01.1839; 11.09.1840 - 12.12.1840); гвардии-поручиком (06.12.1841); уволен в годовой отпуск (c 04.02.1844 г.); гвардии штабс-капитаном (06.12.1844); из годового отпуска, не прибывая к части, уволен в бессрочный отпуск, с зачислением в Запасный гвардейский батальон № 7 по Московской губернии и с переводом в лейб-гвардии Павловский полк (18.03.1845); исключен из списков лейб-гвардии Преображенского полка (24.03.1845); из бессрочно-отпускных вновь зачислен на действительную службу, с переводом в штат лейб-гвардии Преображенского полка (25.04.1848); прибыл в полк (01.05.1848); отношением № 1419 от 22.06.1848 штаба Гвардейской бригады, старшинство в чине гвардии штабс-капитана предписано считать с 07.01.1848; уволен от службы «по домашним обстоятельствам» 02.12.1848. Сослуживцы характеризовали Аркадия Похвиснева как «одного из милейших, чрезвычайно остроумных и приятных собеседников, и в то же время завзятого также театрала»
Разорившись на карточной игре, с 13.08.1850 вновь вступил в военную службу, с производством в майоры, по армейской пехоте, и прикомандированием к штату Образцового (Павловского) пехотного полка. С 8 июля 1851 назначен на должность адъютанта генерал-губернатора и командующего войсками в Восточной Сибири, ген.-лейтенанта графа  Н. H. Муравьёва. Здесь ему было поручено инспектирование батальонов и производство следствий, что сопряжено было с постоянными разъездами по обширному краю. С 8 мая 1852 назначен к нему же - Муравьеву, старшим чиновником для особых поручений, с оставлением майором по армии. В той должности принимал деятельное участие в организаций деятельности Восточно-Сибирского отдела Императорского Русского географического общества. Отличаясь с самых ранних лет с любовью к сценическому искусству, Похвиснев постоянно посещал театр и считался очень компетентным человеком в этом деле. По этой причине в 1850-1851 он стал организатором и был назначен первым директором Иркутского театра, открывшегося 22 октября 1851, который в то время считался лучшим в провинции. Постоянные разъезды сильно расстроили его здоровье и в мае 1856 года он был вынужден выйти в отставку. В походах не был, наград не имел, за исключением монарших благоволений. Был в отставке с 9 мая 1856 по 19 января 1866 года.
Вернувшись в Санкт-Петербург, он занялся литературой, посвящённой исключительно театру, для которого им было написано 14 репертуарных пьес, имевших постоянный успех и долго не сходивших со сцены. В исполнении его пьес принимали участие все наиболее выдающиеся артисты того времени: сёстры Самойловы, Сосницкие (Иван Иванович и Елена Яковлевна), Савина, Мартынов, Дюк, Максимов, а также и все известные артисты Московских театров.
Поселившись во время бессрочного отпуска в Москве, по словам старшего брата Михаила, «неведомо для чего», своё журнальное поприще Похвиснев начал в 1847 году хроникером и музыкально-театральным критиком в газетах «Ведомости московской городской полиции» и «Северной пчеле». Похвиснев принадлежал, по свидетельству А. Н. Верстовского, к московскому кружку композитора А. С. Драгомыжского. Впоследствии печатался практически во всех театральных журналах и газетах того времени. Писал он преимущественно легкие комедии и водевили. Из них наибольший успех имели: «Белокурая брюнетка», фарс-водевиль в 1 действии (М., 1858); «На ловца и зверь бежит», шутка-водевиль в 1 действии (СПб., 1859); «Вдовушка», водевиль в 1 действии (СПб., 1860); «Билет на лотерею Шиманов и Сиро́ки», водевиль в 1 действии (СПб., 1862); «Нервная женщина», водевиль (СПб., 1860); «На узелки, или Прыжок из 3-го этажа», фарс-водевиль в 1 действии (СПб., 1878) и ряд других. Кроме театральных пьес, он написал множество статей о выдающихся явлениях на сценах Императорских и частных театров; писал рецензии о всех новых пьесах как русских, так и французских, которые помещал в петербургских, московских, а также и в провинциальных периодических изданиях. Член-учредитель и агент О-ва русских драматических писателей и оперных композиторов. Был в числе первых 39 писателей-драматургов, выдавших в декабре 1870 доверенность уполномоченному В. И. Родиславскому на охрану их авторских прав, до официального учреждения общества. Впоследствии, будучи агентом общества в С.-Петербурге и чиновником Главного управления по делам печати, следил за спектаклями в столице (все афиши о спектаклях поступали в управление).  С 4 июня 1876 — член-учредитель, и через месяц — член совета О-ва взаимного вспоможения русских артистов (4.06.1876-22.05.1883), в мае 1883 преобразованного в О-во для пособия сценическим деятелям, впоследствии – Всероссийское театральное о-во, ныне – Союз театральных деятелей.
В январе 1866 года А. Н. Похвиснев вновь поступил на службу, в Министерство внутренних дел, с причислением к оному и с откомандированием для занятий в Главное управление по делам печати, с чином надворного советника. Его старший брат Михаил, в декабре того же - 1866, был назначен начальником Главного управления по делам печати. На этой службе А. Н. Похвиснев оставался в течение почти 25 лет. В мае 1870 произведён, за выслугу лет, в коллежские советники, со старшинством с 7 января 1870; 21 апреля 1873 вновь откомандирован из министерства в Главное управление по делам печати, для занятий по цензуре. С 1874 составлял ежедневные «Обозрения периодической печати» для Александра II. В том же – 1874, командирован в С.-Петербургский цензурный комитет. С этого же года вновь служил в Главном управлении по делам печати. С 1 апреля 1879 года был произведён, за отличие, в действительные статские советники.
Особенно компетентен А. Н. Похвиснев был в вопросах хореографического искусства: его статьи о балете, писанные с тонким пониманием дела, обращали на себя особенное внимание. Свои статьи и рецензии Похвиснев помещал во многих периодических изданиях, преимущественно же в «Петербургской газете», в которой сотрудничал более двадцати лет. В соавторстве с издателем-редактором газеты С. Н. Худековым написал комедию «Житейские предрассудки» и переводную драму «На скамье подсудимых», игранную на императорской сцене. В 50-летний юбилей службы А. Н. Похвиснева, отмечавшийся 2 (14) августа 1886, юбиляру преподнесены: «роскошный» серебряный портсигар, с изображением Александра II и с вырезанными подписями всех подносителей, от сослуживцев по Главному управлению по делам печати, и серебряный подстаканник с ложкой, от них же; «роскошный» массивный серебряный ящик для сигар, от близких друзей и знакомых. В торжественных мероприятиях присутствовали сослуживцы, многие чиновники, представители литературы, театрального мира, балета и журналистики, среди них: К. А. Скальковский, Н. М. Безобразов, Н. И. Лопатин, С. А. Поленов, Л. И. Иванов, М. И. Петипа, М. П. Федоров, П. А. Монтеверде, И. А. Баталин, А. А. Плещеев, П. Ф Левдик и многие другие. Последние двое были устроителями торжественного обеда, данного в честь Похвиснева.  Спустя несколько дней, 6 (18) августа 1886 года А. Н. Похвиснев был представлен Александру III, великим князьям, членам царской фамилии и представителям европейских монархий, как старый «преображенец» и юбиляр, по случаю праздника лейб-гвардии Преображенского полка и гвардейской артиллерии, собранных в Красном Селе. В марте 1891, из-за совершенно расстроенного здоровья, он оставил службу в Главном управлении по делам печати и вышел в отставку.
Умер в Стрельне 31 января (12 февраля) 1892 года; был похоронен в Сергиевой пустыни, близ Петербурга. Был женат на Марии Васильевне (1832—16.04.1917, С.-Петербург, Троице-Сергиева пустынь). Воспоминания о Похвисневе оставили А. Р. Кугель, А. А. Плещеев, Е. О. Вазем.

## Награды
- орден Св. Анны 2-й ст. (1868)
- орден Св. Владимира 4-й ст. (4.04.1876)
- орден Св. Владимира 3-й ст. (1883)
- орден Св. Станислава 1-й ст. (1886)
- орден Св. Анны 1-й ст. (9.04.1889)